# Variations et fugue sur un thème de Haendel

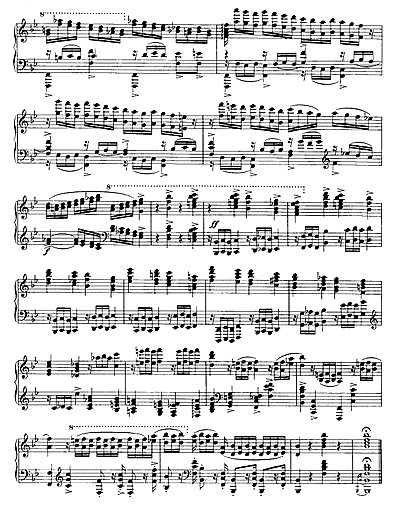
Partition d'une musique de Haendel

Les Variations et fugue sur un thème de Haendel, op. 24 ont été composées par Johannes Brahms en septembre 1861 en l'honneur de l'anniversaire de Clara Schumann qui les créa la même année à Hambourg, puis les joua au Gewandhaus de Leipzig en décembre de la même année. Elles font partie des pièces pour piano les plus connues du musicien. Ces Variations difficiles sont le pendant des Variations sur un thème de Paganini, op. 35 (1863) et sont contemporaines du Sextuor à cordes, opus 18 et des deux quatuors op. 25 et 26 (1861).
Le thème est repris d'une pièce (Aria con variazioni) extraite de la première des suites pour le clavecin de Georg Friedrich Haendel publiées en 1733 (Suite n°1 en si bémol majeur, HWV 434).
La composition comprend le thème (noté « Aria di Händel » sur le manuscript), 25 variations et se termine par une fugue. Cette œuvre doit cependant prendre place, selon le musicologue et critique musical britannique Malcolm MacDonald (1948–2014), à côté des Variations Goldberg de Bach, BWV 988 (1740) ou des Variations sur une valse de Diabelli, opus 120 (1823) de Beethoven.

## Discographie
- Seta Tanyel, Variations et fugue sur un thème de Haendel, Hyperion, 2005, Diapason d'Or[2]